# 潘诺尼亚卢森尼亚人
潘诺尼亚卢森尼亚人是卢森尼亚人的一个分支，前南斯拉夫时期曾被称为南斯拉夫卢森尼亚人，主要分布于潘诺尼亚平原一带，是塞尔维亚和克罗地亚的少数民族之一，拥有多个少数民族机构和组织，使用斯洛伐克语方言潘诺尼亚卢森尼亚语。
在一些非斯拉夫语中，他们有时被冠以其它名称，如“潘诺尼亚鲁塞尼人”（Pannonian Ruthenes）或“潘诺尼亚鲁塞尼亚人”（Pannonian Ruthenians），但这些称呼并未出现在本土的卢森尼亚语中。这些称呼也不准确，因为鲁塞尼亚语和相关的外来语在历史用途和种族范围方面具有更广泛的含义，涵盖了多个东斯拉夫群体。
由于之前的名称“南斯拉夫卢森尼亚人”中所指代的地理范围在南斯拉夫解体后大大缩小，且在剩余部分更名为塞尔维亚和黑山后也已过时，出于方便，同时也为了避免混淆，现代英语使用“潘诺尼亚卢森尼亚人”这一中性词汇来描述该地区的卢森尼亚人社区，类似于用“北美卢森尼亚人”一词来指代美国和加拿大的卢森尼亚人侨民。
潘诺尼亚卢森尼亚人的祖先于18世纪自东北部的喀尔巴阡地区迁徙而来，如今，当地仍有卢森尼亚人群体居住，分布在乌克兰西南部、斯洛伐克东北部、波兰东南部、罗马尼亚北部和匈牙利东北部。

## 历史

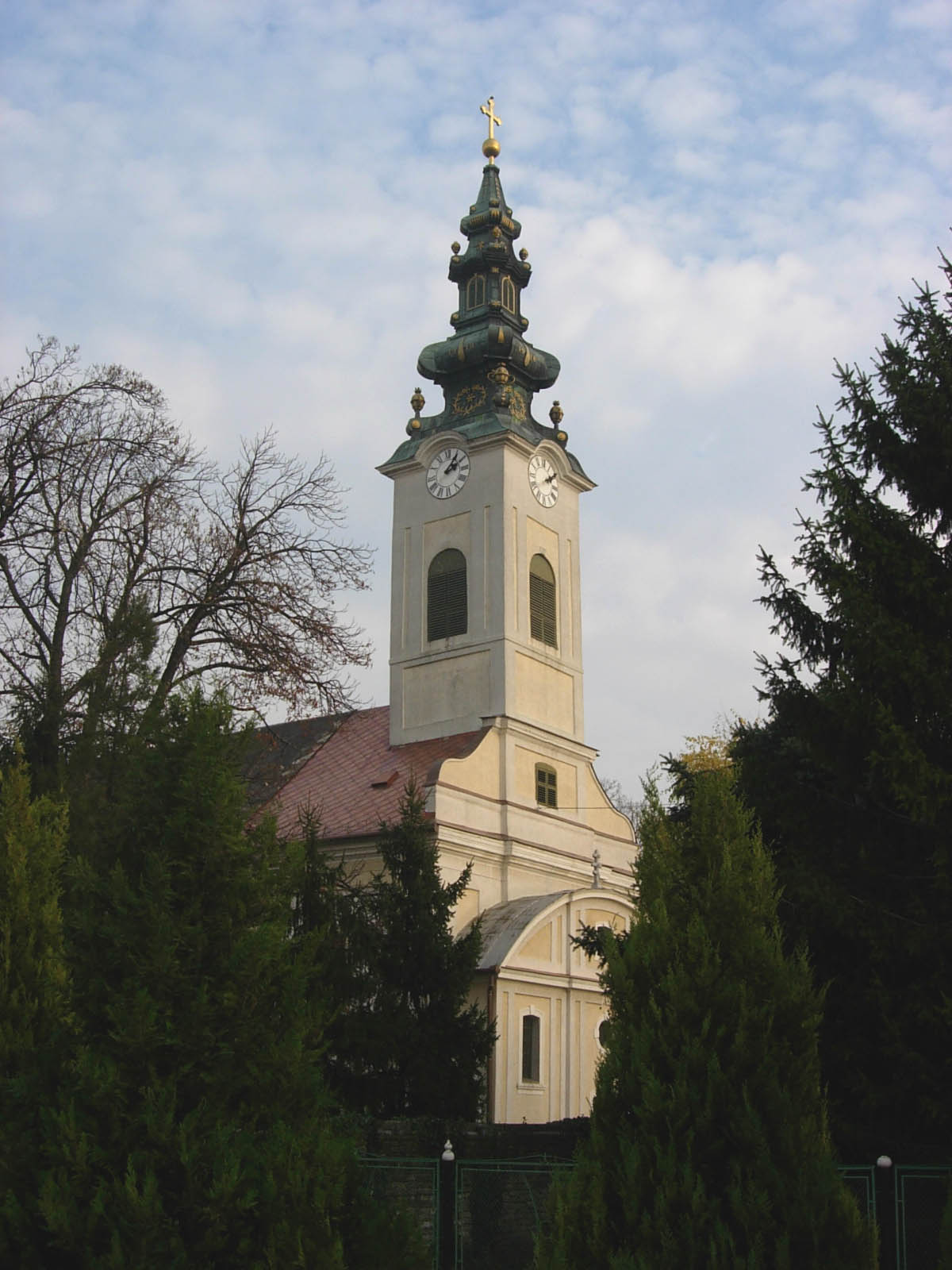
圣尼古拉斯大教堂，拜占庭天主教鲁斯基克尔斯图尔教区的所在地，其信徒主要是卢森尼亚人

18世纪，哈布斯堡王朝发起了多项计划，对刚刚从奥斯曼帝国统治下解放出来的各地区进行人口恢复和殖民。自1745年起，匈牙利王国东北部喀尔巴阡地区（今斯洛伐克东部及乌克兰的喀尔巴阡地区）的卢森尼亚人开始向南方的巴奇卡、斯雷姆和斯拉沃尼亚等地迁移。1746年的人口普查证明，第一批人定居在巴奇卡（今塞尔维亚）的库拉村。
在接下来的几年里，卢森尼亚的殖民化进程愈演愈烈，1751年1月17日，巴奇卡地区行政长官弗朗茨·约瑟夫·冯·雷德尔（Franz Joseph von Redl）与拜赖格州切尔韦诺沃村的米哈伊洛·蒙卡奇（Mihajlo Munkači）签署了一项协议，允许200个卢森尼亚家庭从匈牙利东北部被称为“高地”(Горнїца)的地区移居巴奇卡的克尔斯图尔村。同年，蒙卡奇成功让许多来自匈牙利蒙卡奇卡、翁瓦尔、萨尔特马尔斯和奥加奇卡等州的卢森尼亚人定居在克尔斯图尔。到18世纪末，鲁斯基克尔斯图尔的居民已达2000人。1763年5月15日，蒙卡奇与凯赖斯图尔（Kerestur）的彼得·基什（Peter Kiš）签署了另一项协议，允许150个来自“高地”的卢森尼亚家庭移居巴奇卡的库楚劳。然而，基什未能做到。1763年，41个卢森尼亚家庭抵达库楚劳；1767年，又有47个卢森尼亚家庭抵达。1751年和1763年的两份协议都包含特殊条款，要求殖民者必须是东仪天主教徒。州议会希望库楚劳成为一个纯粹的天主教定居点，并于1777年命令占库楚劳人口近一半的塞尔维亚人迁移到奥布罗瓦茨。到1792年，已有258个卢森尼亚家庭在库楚劳定居。
随着人口的增长，许多克尔斯图尔和库楚劳的家庭在1766-1767年间迁移到了诺维萨德。1767年巴奇-博德罗格州（今塞尔维亚和匈牙利两国的巴奇卡地区）的人口普查显示，该州约有2000名卢森尼亚人。随后，卢森尼亚人定居于希德和瓦伊斯卡，19世纪初又迁往武科瓦尔、伊洛克、扬科夫齐、格拉博沃、米克卢塞夫齐、马林齐、拉耶沃塞洛和奧西耶克。1833年，卢森尼亚人开始在佩特罗夫奇定居，1834年开始在巴钦奇定居。1836年5月，第一个鲁塞尼亚希腊天主教教区在今天的克罗地亚共和国境内的佩特罗夫奇成立。

### 前南斯拉夫的卢森尼亚人

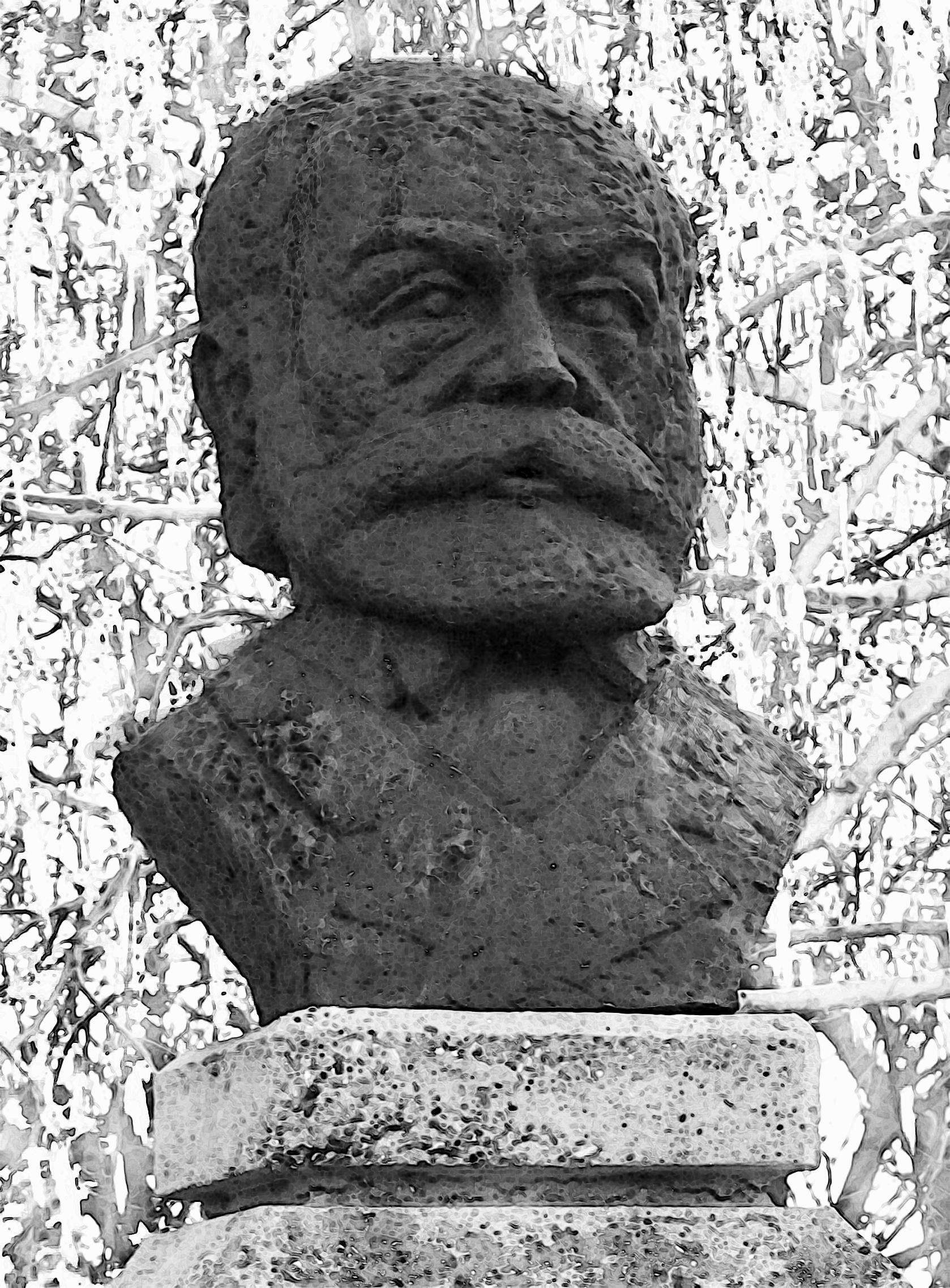
塞尔维亚鲁斯基克尔斯图尔的卢森尼亚教育家兼诗人佩特罗·库兹米亚克 (Petro Kuzmyak，1816-1900年) 纪念碑

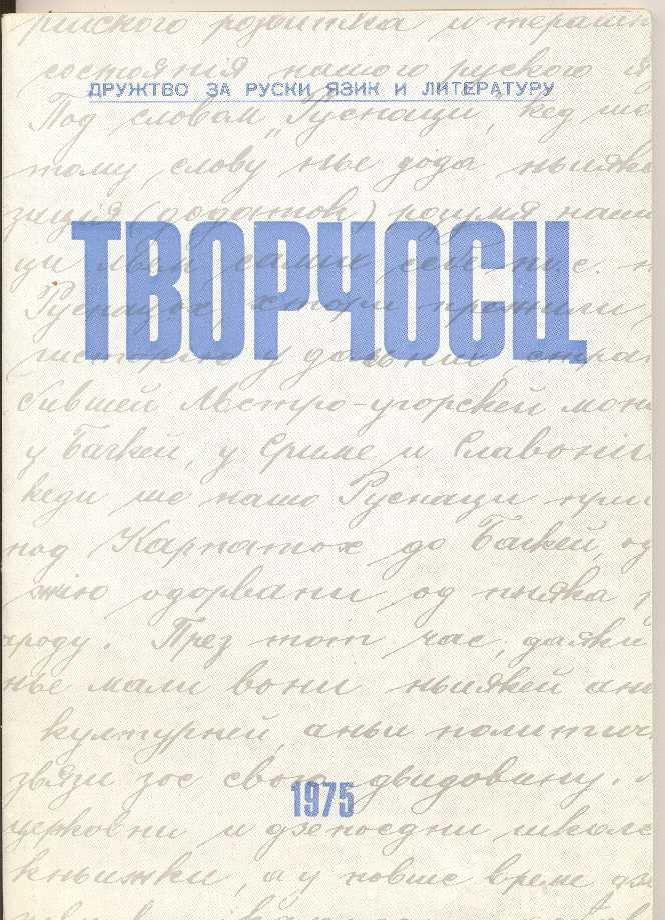
卢森尼亚杂志《创造力》(Творчосц), 第1期（1975年）

1918 年奧匈帝國解體，潘诺尼亚南部成为新成立的塞尔维亚人、克罗地亚人和斯洛文尼亚人王国（即南斯拉夫王国）的一部分。作为南斯拉夫人的国家，包括卢森尼亚人在内的各斯拉夫民族地位显著提高，在文化发展和基础教育领域尤为突出。两次世界大战期间（1918年至1941年），成立了多个卢森尼亚文化组织和期刊。
在第二次世界大战后的南斯拉夫社会主义联邦共和国，卢森尼亚人被正式认定为少数民族，其法律地位在南斯拉夫联邦成员的塞尔维亚和克罗地亚内得到承认。1963年4月9日通过的《塞尔维亚宪法》第82条将卢森尼亚人列为七个明确命名的少数民族之一；同年，塞尔维亚伏伊伏丁那自治省通过的《伏伊伏丁那成文法》也有类似的规定（第32至37条）。此外，1969年2月21日的宪法第67条规定，卢森尼亚语是伏伊伏丁那五种官方语言之一。
尽管1963年宪法和1969年成文法都确认卢森尼亚人为少数民族，其语言为民族语，但一些作者却忽视了这一事实，并在多部作品中坚持认为这一变化发生在1974年，这表明他们对前南斯拉夫卢森尼亚人权利演变缺乏了解，而一些专门研究卢森尼亚人在伏伊伏丁那法律地位的学术分析也忽略了这些事实。
同一时期，根据1972年通过的《宪法第四修正案》，联邦成员克罗地亚也承认了卢森尼亚人的地位。1974年通过的克罗地亚宪法第137条将境内的卢森尼亚人和乌克兰人都确认为少数民族。
前南斯拉夫时期，卢森尼亚人成立了多个文化方面的机构和组织。早在1945年，便在诺维萨德成立了出版机构Rusyn Word（Руске слово），后成为卢森尼亚报纸、文学作品和教科书的主要出版中心。同年，在鲁斯基克尔斯图尔成立卢森尼亚高中。1970年，卢森尼亚语言文学协会（Дружтво за руски язик и литературу）在诺维萨德成立。自1972年以来，诺维萨德大学哲学系开始研究卢森尼亚语，并在1983年设立了卢森尼亚语言文学主席（Катедра за руски язик и литературу）成立于1983年。

### 现代塞尔维亚和克罗地亚的卢森尼亚人

塞尔维亚卢森尼亚旗帜

克罗地亚卢森尼亚旗帜

南斯拉夫解体后的各国继续承认卢森尼亚人的少数民族地位。如克罗地亚1997年宪法正式确认卢森尼亚人为本地少数民族，与其他11个少数民族一样，可以选派一名特别代表进入克罗地亚议会。
在塞尔维亚，伏伊伏丁那省成文法（2009年、2014年）确认了卢森尼亚人及其语言的“少数”地位。2002年，塞尔维亚的卢森尼亚人通过自主选举，在塞尔维亚境内最大的卢森尼亚人定居点鲁斯基克尔斯图尔成立代表机构——卢森尼亚少数民族全国委员会（Национални совит рускей националней меншини）。同年，诺维萨德大学哲学学院扩大了卢森尼亚语研究规模，并设立了卢森尼亚语系（Одсек за русинистику）。2008年，伏伊伏丁那卢森尼亚文化研究所（Завод за културу войводянских Руснацох）在诺维萨德成立。

## 人口统计
如今，塞尔维亚和克罗地亚的卢森尼亚人主要居住在塞尔维亚的伏伊伏丁那自治省和克罗地亚的斯拉沃尼亚地区。 1991年前南斯拉夫在上述地区的人口普查显示，该地区约有25000名卢森尼亚人。目前，卢森尼亚人的数量正在减少，估计约为15000人。主要原因是越来越多的卢森尼亚人决定移居西方国家，尤其是加拿大。
2011年塞尔维亚人口普查显示，有14246人自称为卢森尼亚人。宗教信仰方面，94.91％的人自称是基督徒（其中75.43％为天主教徒，18.53％为东正教徒，0.7％为新教徒）。

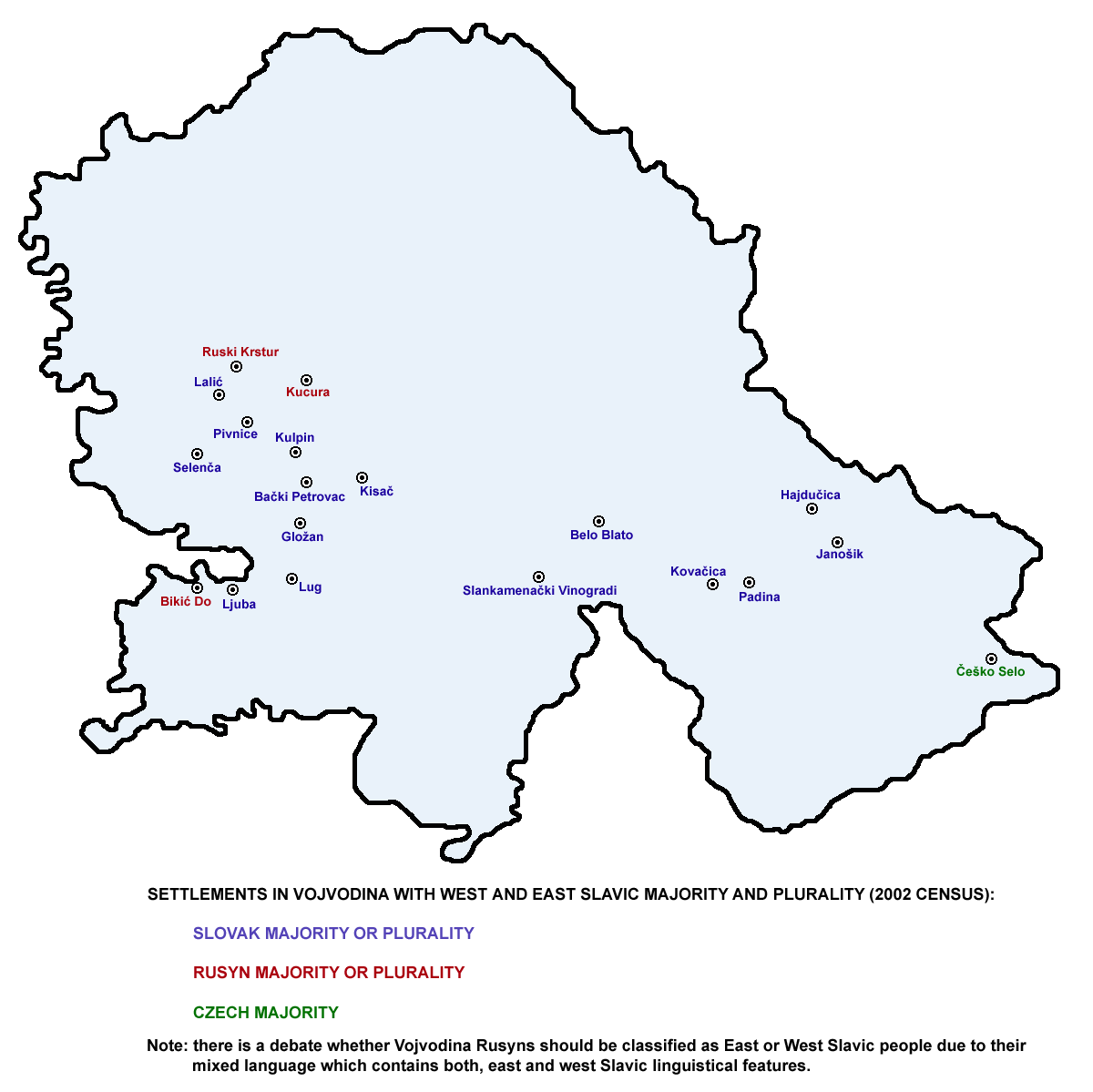
塞尔维亚伏伊伏丁那省的卢森尼亚村庄（2002 年人口普查）

库拉市的鲁斯基克尔斯图尔村是塞尔维亚卢森尼亚人的文化中心。其他卢森尼亚族人口占多数的村庄包括弗尔巴斯市的库楚劳和希德市的比基奇多（Bikić Do）。诺维萨德作为卢森尼亚人的聚居地，1820年开始修建圣彼得和保罗希腊天主教教区教堂，竣工于1834年或1837年。
在克罗地亚的斯拉沃尼亚，大部分卢森尼亚人居住在武科瓦尔-斯里耶姆县博格达诺夫奇市佩特罗夫奇村。
塞尔维亚
- 鲁斯基克尔斯图尔（86%，2002）
- 比基奇多（47,62%，2002）
- 库楚劳（47,18%，2002）
- 久尔杰沃（英语：Đurđevo）（23,30%，2002）

克罗地亚
- 佩特罗夫齐（英语：Petrovci,_Croatia）（57,17%，1991）

## 语言
塞尔维亚和克罗地亚的卢森尼亚人认为，他们的语言变体（也称潘诺尼亚卢森尼亚语）是卢森尼亚语的四种标准化版本之一 ，而一些语言学家也将其归为微语言。他们使用的是标准化的卢森尼亚西里尔字母。 
卢森尼亚语是塞尔维亚伏伊伏丁那省六种官方语言之一，而克罗地亚则有两个定居点正式使用卢森尼亚语。

## 著名人物
- Jaša Bakov（英语：Jaša Bakov），塞尔维亚的卢森尼亚运动员和活动家
- Mihail Dudaš（英语：Mihail Dudaš），塞尔维亚的卢森尼亚运动员
- Đura Džudžar，塞尔维亚的卢森尼亚主教
- Ljubomir Fejsa（英语：Ljubomir Fejsa），塞尔维亚的卢森尼亚足球运动员
- Joakim Herbut（英语：Joakim Herbut），塞尔维亚的卢森尼亚卢森尼亚主教
- Ivan Lenđer（英语：Ivan Lenđer），塞尔维亚的卢森尼亚游泳运动员
- Slavomir Miklovš（英语：Slavomir Miklovš），塞尔维亚的卢森尼亚主教
- Olena Papuga（英语：Olena Papuga），塞尔维亚的卢森尼亚政治家
- Silvester Takač（英语：Silvester Takač）， 塞尔维亚的卢森尼亚足球运动员
- Danijela Štajnfeld（英语：Danijela Štajnfeld），塞尔维亚的卢森尼亚女演员